# Tamil Eelam
Tamil Eelam (în tamilă தமிழ் ஈழம்) este un fost stat tamil nerecunoscut care a existat, în regiunile de nord și de est ale Sri Lankăi între anii 1976 - 2009. Independența Tamil Eelam fațǎ de Sri Lanka nu a fost recunoscută de către nici o țarǎ a lumii. Până în anul 2009, Tamil Eelam practic a pierdut controlul asupra majoritǎții teritoriului pe cere îl controla. La 16 mai 2009 Tamil Eelam a încetat de fapt să mai existe, fiind tăiat de la mare, menținând controlul doar asupra unui mic teritoriu între o lagună micǎ în partea de nord-est a insulei și forțele guvernamentale care avansau. La 17 mai reprezentanții grupului Tigrii Eliberării din Tamil Eelam au recunoscut înfrângerea oficialǎ, iar liderul grupului Prabhakaran a fost găsit mort. În data de 18 mai au fost suprimate ultimele corpuri armate ale deja, gherilei. Mici grupǎri ale rebelilor TETE, se ascund în prezent în junglă.

## Istorie
Conceptul de Tamil Eelam provine de la organizație Frontul pentru Eliberarea Tamilului Unit (FETU), care în 1976 a prezentat ideea unui stat independent pentru tamili. După conflictele politice legate de modificări constituționale, în 1978, au început primele cereri privind delimitarea teritoriului, au fost create grupuri armate și a apǎrut denumirea, Tamil Eelam. FETU a indicat următoarele regiuni în Sri Lanka: Jaffna, Kilinochchi, Mullaitivu, Mannar, Puttalam, Trincomalee, Batticaloa și Amparai. O altǎ organizație Frontul Revoluționar de eliberare a Eelamului pretindea de asemenea asupra tuturor teritoriilor populate de tamili, inclusiv zone din interiorul țării, populate de țǎrani tamili.